# Sophronica pienaari
Sophronica pienaari là một loài bọ cánh cứng trong họ Cerambycidae.